# Pantonyssus suturale
Pantonyssus suturale é uma espécie de coleóptero da tribo Elaphidiini (Cerambycinae), com distribuição apenas na Colômbia.

## Descrição
Cabeça e escapo pretos; pedicelo e flagelômeros, protórax, face ventral, fêmures e espinhos apicais, tíbias e tarsos amarelo-alaranjados. Élitros alaranjados, enegrecidos nos frisos: sutural, do meio à extremidade e marginal, do terço apical ao ápice (espinho apical externo inclusive). Dorso da cabeça esparsamente pontuado. Lobos oculares superiores com cinco fileiras de omatídios, tão distantes entre si quanto o dobro da largura de um lobo. Antenas atingem o ápice dos élitros na extremidade do antenômero IX. Escapo aplanado no dorso. Antenômeros III-VII com espinhos apicais. Pronoto com cinco gibosidades pouco notáveis; entre as gibosidades laterais e a central com rugas rasas. Élitros densamente pontuados no terço basal e sem pontos na metade apical. Tubérculo mesosternal manifesto.